# Бурая (Псковская область)
Бурая — деревня в Куньинском районе Псковской области России. Входит в состав Жижицкой волости.

## География
Расположена в 0,3 км к северу от волостного центра, деревни Жижица, на побережье озера Кадосно.

## Население
| 2001 | 2002 | 2010 |
| ---- | ---- | ---- |
| 35   | ↘13  | ↗25  |

Численность населения деревни по оценке на 2000 год составляла 35 жителей.

## Инфраструктура
Основные социальные объекты находятся в центре волости — д. Жижица.

## Транспорт
Ближайшая железнодорожная станция — Жижица на линии Москва — Волоколамск — Ржев — Великие Луки — Рига.